# Tola
Tola là một khu tự quản thuộc tỉnh Rivas, Nicaragua. Khu tự quản Tola có diện tích 477 ki lô mét vuông. Đến thời điểm năm 2005, huyện Tola có dân số 22012 người.